# Romanskaya (krater)
Romanskaya är en nedslagskrater med en diameter på 30 kilometer, på planeten Venus. Romanskaya har fått sitt namn efter den sovjetiska astronomen Sofia Romanskaja.